# Schäufele

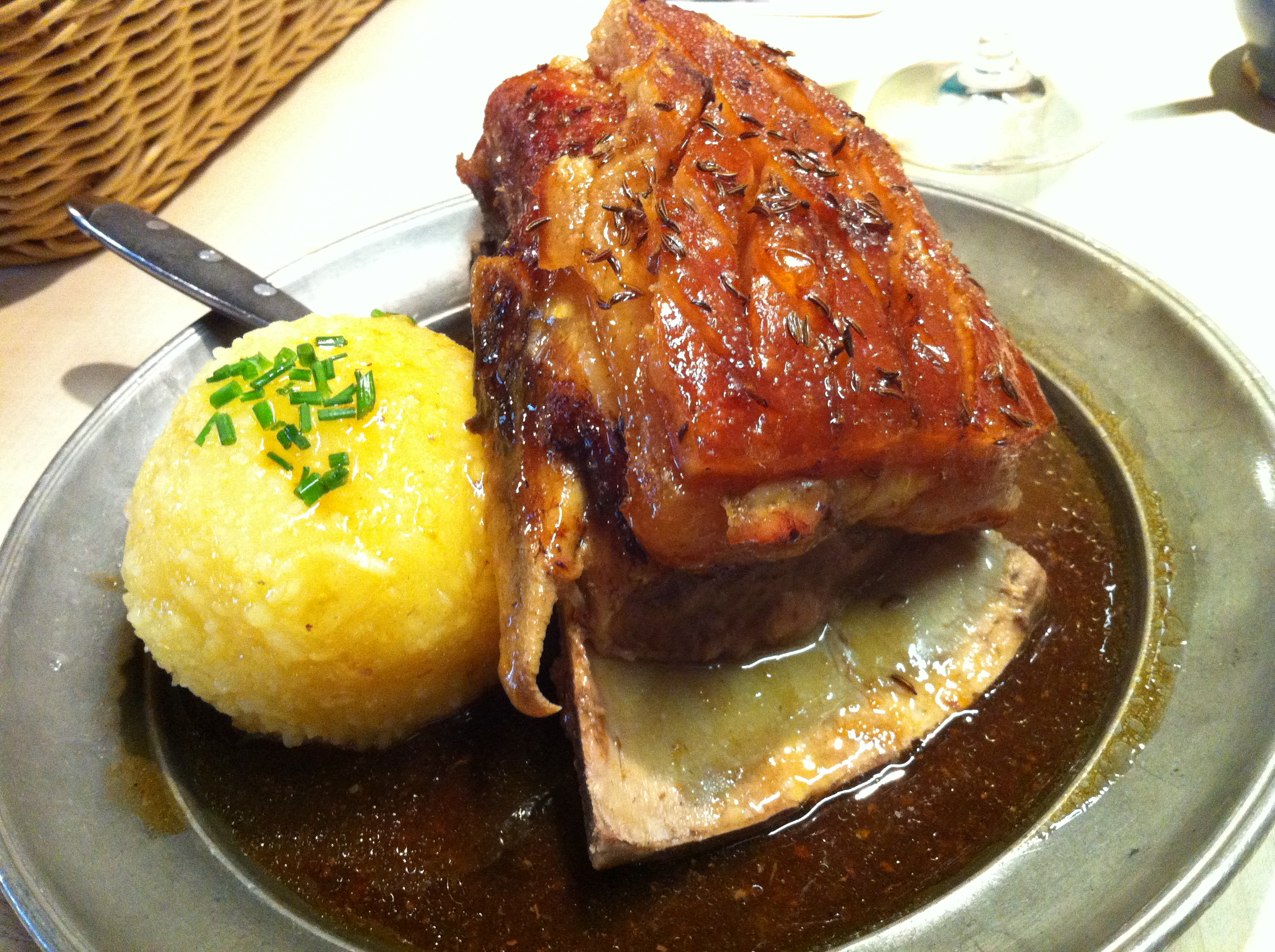
Schäufele de Franconia junto con un Kloß.

Schäufele, Schäuferle o Schäuferla son los nombres en alemán de un plato tradicional del sur de Alemania hecho con el omóplato del cerdo; en Suiza, el plato se llama Schüfeli. Se trata de un plato muy tradicional de la zona de Franconia.
En Franconia se adereza y se sirve la carne con el hueso y la corteza del tocino. La corteza tiene que ser crujiente. Asado durante dos o tres horas la carne queda bien blandita. Cuando está lista la carne se separa fácilmente del hueso. 
En muchos casos se sirve la carne con una salsa de carne oscura y croquetas de patata.